# مسیحیت کاریزماتیک
مسیحیت کاریزماتیک (یا مسیحیت سرشار از روح معنوی) شکلی از ایمان مسیحی است که معتقد به عطایا و هدایای معنوی روح القدس و معجزات زندگی مدرن به عنوان بخشی از زندگی روزمرهٔ یک مؤمن، است. به همین خاطر مسیحیت کاریزماتیک گاهی به عنوان یک تجدید حیات برای انسان لقب می‌گیرد. مسیحیان کاریزماتیک، امروزه با تأثیر پذیری از گروه‌های دیگرِ مسیحیان به سه دسته تقسیم می‌شوند که هر یک از این سه دسته اشتراک فراوانی با یکدیگر دارند:
1. کاریزماتیک‌های (مسیحیان) پنطیکاستی
2. کاریزماتیک‌های جریان اصلی
3. نئوکاریزماتیک‌ها

مطابق با تحقیقات مرکز پیو بیش از ۵۸۴ میلیون مسیحی، کاریزماتیک یا کاریزماتیک پنطیکاستی بوده که جمعیتی در حدود یک چهارم از دو میلیارد جمعیت مسیحی جهان هستند.

## ریشه‌شناسی
واژه کاریزماتیک مشتق شده از کلمه یونانی χάρισμα (کاریزما)  (به معنی "عطیه" یا "هدیه") است که خود از χάρις (به معنی "رحمت" یا "لطف") مشتق شده‌است.

## اعتقادات
مسیحیت کاریزماتیک (از نظر فرم اعتقادی) متنوع و گسترده بوده و با دکترین خاصی قابل شناسایی و تعریف نیست. در عوض تجدید حیات شوندگان که همان مسیحیان کاریزماتیک هستند معنویت را میان خودشان به اشتراک می‌گذارند. این معنویت معجزات، رویدادها و نشانه‌های بارز الهی هستند که در طول زندگی هر انسانی امکان رخداد آنها هست. این به اشتراک گذاری شامل شرح عطایایی مثل یک بشارت یا شفا یافتن است. وقتی این عطایا شرح داده می‌شوند، مسیرهای متفاوتی را در زندگانی انسانها ایجاد می‌کنند که خود می‌تواند باعث شکل‌گیری تفاوت در میان کاریزماتیک‌ها و دسته‌بندی آنها شود.

### پنطیکاستی ها
پنطیکاستی ها مسیحیانی هستند که باورهای آنان برگرفته از روز پنطیکاست (که شرح آن در کتاب اعمال رسولان آمده‌است) می‌باشند. نهضت و کلیسای «مجمع الهی» و همچنین «کلیسای خدا» در شهر کلیولند، ایالت تنسی از ایالات متحدهٔ آمریکا) نمونه ای از پنطیکاست‌ها هستند. گفته می‌شود که کلیسای «جماعت ربانی» در ایران یکی از همین نمونه کلیسا هاست که در سال ۱۹۷۲ رسماً در ایران به ثبت رسیده‌است. پنطیکاست‌های سنتی اما، از دل نهضت تقدس بیرون آمده‌اند و با یافتن هویتی جدید از اوایل قرن بیستم شروع به فعالیت کرده‌اند. در زمانی که اکثر مسیحیان، نهضت انقطاعِ مسیحی (نهضتی که باور دارد عطایای روح القدس به اتمام رسیده‌است) را تأیید کردند، پنطیکاست‌ها ابراز داشتند که عطایای روح القدس مجدداً به کلیسای مسیحیان برگشته است. آنها عقیده دارند که رحمتِ دوباره عطا شده به نوکیشان مسیحی، تعمید یافتن آنان بوسیلهٔ روح القدس است که مشابه با روز پنطیکاست، به آنها توانایی تکلم به زبانهای ناشناس، عطا می‌کند. گروهی دیگر از پنطیکاست‌های غیر سنتی هستند که در کلیساهای مدرن خود معتقد به چنین عقایدی با طیفی گسترده‌تری از عطایا هستند. آنها در مورد الوهیت خدا نیز متفاوت می‌اندیشند.

### نهضت کاریزماتیک
در حالیکه پنطیکاست‌های سنتی تر در خلال شکل‌گیری جوامع بزرگتر مسیحی به حاشیه رانده می‌شدند، از سال ۱۹۶۰ باورهای پنطیکاستی شروع به نفوذ در فرقه‌های جریان اصلیِ پروتستان کردند و این رخنه از سال ۱۹۶۷ در کلیساهای کاتولیک نیز شروع شد. پذیرش باورهای پنطیکاستی در کلیساهای سنتی ترِ زمانه منجر به شکل‌گیری نهضتی شد به نام نهضت کاریزماتیک. کاریزماتیک‌ها کسانی بودند که در مسألهٔ عطایای روح القدس، با پنطیکاستی‌ها هم عقیده بودند، اما در زمرهٔ فرقه‌های جریان اصلی باقی ماندند. همچنین کاریزماتیک‌ها بر خلاف پنطیکاستی‌ها، بیشتر بدین عقیده معتقدند که «تکلم به زبانها» شرط لازم برای تعمید گرفتن از روح القدس نیست. این نهضت منجر به ایجاد کلیساهای مستقلِ کاریزماتیک-افانگلیش (انجیلی) شد که تأکید بیشتری بر مسألهٔ نزول روح القدس داشتند. کلیسای Calvary Chapel در کالیفرنیای ایالات متحده، یکی از اولین کلیساهای کاریزماتیک-افانگلیش است که در سال ۱۹۶۵ تأسیس شده. با این خط مشی، کلیسای Jesus Army نیز در سال ۱۹۶۹ در انگلستان، تأسیس شد. امروزه در سراسر جهان کلیساهای بسیاری که پیرو نهضت کاریزماتیک هستند، تأسیس شده‌اند.

### جنبش نئوکاریزماتیک
از ۱۹۸۰، و از جنبش کاریزماتیک کلیساهای جدیدی شکل گرفته‌اند که کلیساهای نئو کاریزماتیک خوانده می‌شوند. آنها نه پیرو مکتب پنطیکاست‌ها هستند و نه چندان تعلقی به نهضت کاریزماتیک دارند. با این حال بر نزول روح القدس، عطایای معنوی و تجربیات پنطیکاستی تأکید دارند.

## آمار
در سال ۲۰۱۱، برآوردها نشان داد که ۵۸۴ میلیون مسیحی پیرو نهضت پنطیکاستی و کاریزماتیک بوده‌اند. این جمعیت بالغ بر ۹ درصد از کل جمعیت جهان و ۲۷ درصد از کل مسیحیان بوده‌است. این آمار همچنین نشان داده‌است که ۲۷۹ میلیون پیرو نهضت پنطیکاستی و بیش از ۳۰۰ میلیون پیرو نهضت‌های کاریزماتیک و نئو کاریزماتیک بوده‌اند. پیروان کلیساهای پنطیکاستی و کاریزماتیک از لحاظ جمعیتی در ردهٔ دوم، پس از کلیساهای کاتولیک قرار دارند.

## همچنین رجوع شود به
- Aglow International
- Cessationism versus Continuationism
- Charismatic Adventism
- Continuationism - the Christian view that spiritual gifts have not ceased and are intended for the present-day church (contrast with cessationism)
- Direct revelation
- Faith healing
- Full Gospel Business Men's Fellowship International
- Latter Rain (1880s movement)
- Latter Rain (post-World War II movement)
- Christian laying on of hands
- Montanism - a late 2nd-century, heterodox Christian movement which emphasized sensitivity to the leading of the Holy Spirit
- Renewal theologians
- Slain in the Spirit
- Word of Knowledge
- Word of wisdom
- Xenoglossy

## برای مطالعات بیشتر
- Burgess, Stanley M. , ed. and Eduard M. van der Maas, assoc. ed. , The New International Dictionary of Pentecostal and Charismatic Movements, revised and expanded edition (Grand Rapids, Michigan: Zondervan, 2002); publisher's page
- Burgess, Stanley M. , ed. Encyclopedia of Pentecostal and Charismatic Christianity (Routledge, 2006); publisher's page
- Deere, Jack. Surprised by the Power of the Spirit
- Grudem, Wayne. The Gift of Prophecy in the New Testament and Today
- Maria Stethatos. The Voice of a Priest Crying in the Wilderness
- Braun, Mark E. , What can we learn from the Charismatic Movement?, Forward in Christ, Volume 83, Number 10, اکتبر ۱۹۹۶
- MacArthur, John. Charismatic Chaos
- Hanegraaff, Hank. Counterfeit Revival
- Gardiner, George E. Corinthian Catastrophe
- Warfield, B. B. Counterfeit Miracles
- Gaffin, Richard B. Perspectives on Pentecost
- O. Palmer Robertson Final Word A response to Wayne Grudem
- Michael De Semlyen All Roads Lead To Rome Dorchester House Publications (مارس ۱۹۹۳)
- Davis, R. , True to His Ways: Purity & Safety in Christian Spiritual Practice (ACW Press, Ozark, AL, 2006), شابک ‎۱-۹۳۲۱۲۴-۶۱-۶.

Literature:
- The European Research Network on Global Pentecostalism (GloPent) is an initiative by three leading European Universities in Pentecostal studies networking academic research on Pentecostal and Charismatic movements.
- PentecoStudies: Online Journal for the Interdisciplinary Study of Pentecostal and Charismatic Movements published under the auspices of GloPent